# بهتر می‌توانم عاشقت باشم
«بهتر می‌توانم عاشقت باشم» (به انگلیسی: I Can Love You Better) تک‌آهنگی از دیکسی چیکس است که در سال ۱۹۹۷ میلادی منتشر شد.
این تک‌آهنگ در چارت‌های ،  جزو ده ترانه اول قرار گرفت.